# Octodon
Octodon, del griego clasico ὀκτώ (oktṓ), "ocho", y ὀδούς (odoús), "diente", es un género de roedores histricomorfos de la familia Octodontidae, conocidos vulgarmente como degúes. La especie más conocida es el degú  (Octodon degus).

## Especies
Se reconocen las siguientes:
- Octodon bridgesi - degú de Bridges Chile)
- Octodon degus - degú o degú común (Chile)
- Octodon lunatus - degú luna (Chile)
- Octodon pacificus - degú de isla Mocha (endémica de la pequeña isla costera de Mocha, en la Región del Biobío, centro de Chile).[2]
- Octodon ricardojeda - degú de Ricardo Ojeda (Argentina y Chile).[3]